# Zagaj
Zagaj (Duits: Sagaj) is een plaats in Slovenië en maakt deel uit van de gemeente Bistrica ob Sotli in de NUTS-3-regio Savinjska. De plaats telde 124 inwoners op 1 januari 2020.

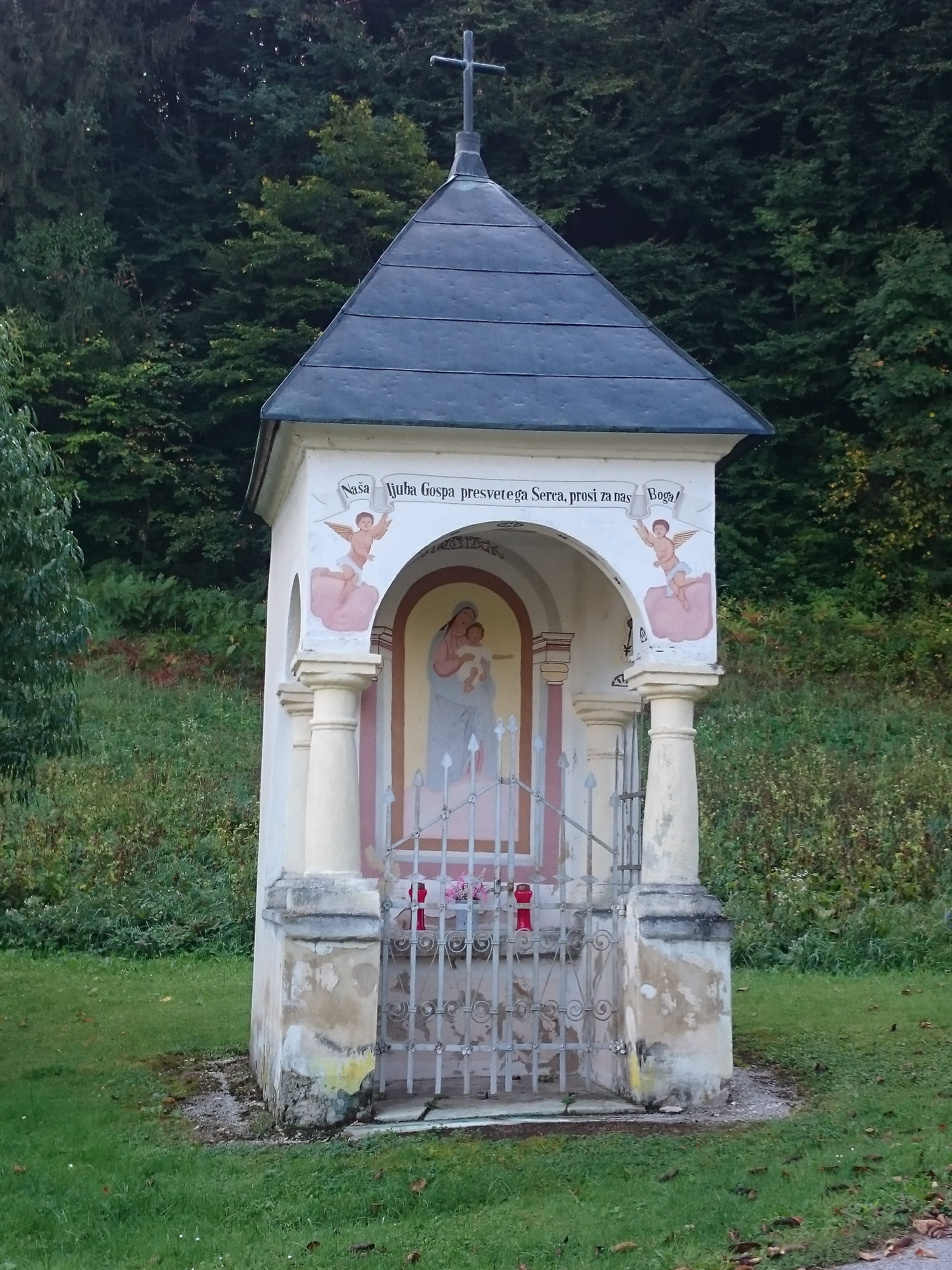
Kapelletje